# Чубрика
Чубрика (болг. Чубрика) — село в Болгарии. Находится в Кырджалийской области, входит в общину Ардино. Население составляет 211 человек.

## Политическая ситуация
В местном кметстве Чубрика, в состав которого входит Чубрика, должность кмета (старосты) исполняет Фердун Рафет Али (Движение за права и свободы (ДПС)) по результатам выборов правления кметства.
Кмет (мэр) общины Ардино — Ресми Мехмед Мурад (Движение за права и свободы (ДПС)) по результатам выборов в правление общины.